# Viige Urh
Viige Urh är det norska black metal-bandet Sarkes femte studioalbum, utgivet 2016 av skivbolaget Indie Recordings.

## Låtlista
1. "Viige Urh" – 3:45
2. "Dagger Entombed" – 4:06
3. "Age of Sail" – 4:40
4. "Upir" – 3:58
5. "Jutul" – 5:27
6. "Punishment to Confessions" – 4:24
7. "Knifehall" – 3:05
8. "Evolution and Fate" – 5:34

- Text: Thomas Sarke Bergli
- Musik: Thomas Sarke Bergli, Steinar Gundersen, Anders Hunstad

## Medverkande
Musiker (Sarke-medlemmar)
- Sarke (Thomas Berglie) – basgitarr
- Nocturno Culto (Ted Skjellum) – sång
- Steinar Gundersen – gitarr
- Terje Kråbøl – trummor
- Anders Hunstad – keyboard

Bidragande musiker
- Lena Fløitmoen – sång (spår 5)

Produktion
- Lars-Erik Westby – ljudtekniker, ljudmix
- Stockholm Mastering – mastering
- Terje Johnsen – omslagskonst